# Abdelaziz ben Hassan
Moulay Abdelaziz (en arabe : مُولَاي عَبْد ٱلْعَزِيز, en berbère : ⵎⵓⵍⴰⵢ ⵄⴱⴷ ⵍⵄⴰⵣⵉⵣ), né le 24 février 1878 à Fès et mort le 10 juin 1943, à Tanger est sultan du Maroc entre 1894 et 1908.
Il a essayé de renforcer le gouvernement central en mettant en place une nouvelle taxe sur l'agriculture et l'élevage, une mesure qui a été fortement combattue par des sections de la société. Cela conduit Abd al-Aziz à hypothéquer les recettes douanières et à emprunter massivement auprès de la France, se heurtant à une révolte généralisée et à une révolution qui le dépose en 1908 au profit de son frère Abd al-Hafid.

## Biographie
Fils d'Hassan Ier, sa mère est Lalla Ruqaya Al Amrani,. À noter que Lalla Ruqaya est souvent confondue comme étant une esclave géorgienne or cette identité revient à Ayesha, la favorite d'origine géorgienne, ou circassienne (par abus de langage). Moulay Abdelaziz naît le 24 février 1878 à Fès. Il accède au trône à l’âge de 16 ans, le 7 juin 1894, son frère aîné Sidi Mohammed ayant été déshérité. Le grand vizir Bahmad (Ahmed ben Moussa) exerce la régence jusqu'à sa mort en 1900, poursuivant la politique de balance entre les puissances européennes.
Abdelaziz ben Hassan devient après son accession au pouvoir l'instrument d’influences étrangères. Ses dépenses somptuaires et extravagantes (chemin de fer dans son palais à Meknès, voitures, appareils photos en or massif…) encouragées par des missions européennes à sa cour creusent le déficit commercial.
À partir de 1901, Moulay Abdelaziz gouverne avec l’aide de conseillers européens, en particulier anglais, tel son favori Harris[réf. nécessaire], qui abusent de son inexpérience. Il multiplie les emprunts auprès de la France, de l'Espagne et de la Grande-Bretagne.
En septembre 1901, le représentant britannique Arthur Nicolson l'incite à adopter une grande réforme administrative et fiscale : suppression des impôts coraniques et transformation des caïds en salariés du Makhzen. Ces mesures imposées brutalement suscitent une vague de mécontentement chez les notables qui entrent en lutte ouverte contre le gouvernement central. Le Maroc se divise entre plusieurs factions que le sultan n’a pas les moyens de contrôler. Le 13 mai 1903, une rébellion menée par des tribus rebelles éclate. Cette révolte qui avait pour but de détrôner le sultan et de chasser le ministre de la guerre et son entourage européen était menée par Bou Hmara. Ne disposant pas de troupes suffisantes pour mater la rébellion qui agitait la région d'Oujda et de Tétouan, le sultan fait appel à la France.
Au moment de la crise marocaine de 1905 (crise de Tanger) le sultan demande la convocation d’une conférence internationale sur le Maroc (1er avril 1905).
Le pays croulant sous les dettes, le sultan signe en juillet 1906 le traité d'Algésiras qui partage l'influence sur le Maroc entre la France et l'Espagne. L’indépendance du sultan et l’intégrité du Maroc sont garanties, l’empire chérifien reste ouvert aux entreprises de toutes les nations. La France et le Maroc sont chargés de la police des ports marocains. La surveillance des frontières avec l’Algérie, l’encadrement de la police marocaine et la présidence de la Banque centrale sont confiées à la France.
La France reçoit au Maroc des pouvoirs de police. C'est à ce titre que Lyautey occupe Oujda en 1907.
En 1908, 6 000 soldats français aux ordres du Général Antoine Drude débarquent à Casablanca.
Il est détrôné le 4 janvier 1908 par son frère Hafid, aidé de Madani El Glaoui (1860-1918), inquiets[réf. nécessaire] de la montée de l'influence étrangère.

## Mariages et descendance
Moulay Abdelaziz épousa deux femmes,, la première était Lalla Khadija bint Omar al-Yousi communément appelée Lalla Khaduj. Elle est la fille du Caid Omar al-Youssi pasha de Séfrou et chef de sa tribu les Ait Youssi. La seconde épouse de Moulay Abdelaziz était sa cousine, Lalla Yasmin al-Alaoui,. Deux de ses enfants sont connus :
- Moulay Hassan (né en juillet 1899 - décédé en 1919)[16] il est né à Marrakech et décédé à Tanger à l'âge de 19 ou 20 ans, sa mère est Lalla Khadija[16]. Il est le demi-frère de Lalla Fatima Zahra[16].

- Lalla Fatima Zahra (née le 13 juin 1927[17] - décédée le 15 septembre 2003)[18] elle est née à Tanger et décédée à Rabat à l'âge de 76 ans[17], sa mère est Lalla Yasmin[15].